# Margate
Margate es una localidad costera británica, situada en el distrito de Thanet, en el condado de Kent (Inglaterra) Reino Unido. Su nombre era "Meregate", en 1254 y "Margate", en 1293. En el siglo XV, se añadió a la Alianza de los Cinco Puertos (en normando: Cinque ports). El pueblo alberga la pinacoteca Turner Contemporary.

## Geografía
Ramsgate se encuentra a 125 kilómetros de Londres en dirección sureste, en uno de los puntos más orientales de Gran Bretaña (el punto más al este es Lowestoft en Suffolk).
A la fecha, la ciudad está constituida por la fusión de dos núcleos de población: uno es el pueblo pesquero asentado en la costa y el otro, la comunidad agrícola interior que constituye la parroquia de St. Lawrence.

## Personas destacadas
- Ana Lily Amirpour —cineasta, guionista, productora y actriz.
- J.M.W. Turner, pintor del romanticismo, pasó largas temporadas en el pueblo[1]
- Tracey Emin, artista mundialmente reconocida que nació en Croydon y creció en Margate, donde abrió, en 2023, unos estudios para la residencia artística y espacio de exposiciones bajo el nombre de TKE Studios.